# Igreja Católica nos Países Baixos
A Igreja Católica nos Países Baixos (popularmente conhecidos como Holanda) faz parte da Igreja Católica universal, sob a direção espiritual do Papa e da Cúria, em Roma. O primaz é o arcebispo de Utrecht, Willem Jacobus Eijk desde 2008. Atualmente o catolicismo é a maior religião do país, se as igrejas forem contadas separadamente, representado cerca de 11,7% da população holandesa de 2015, representando queda, dos 40% que eram católicos na década de 1960.

## História
Entre os séculos IV e VI ocorreram as migrações dos povos bárbaros, e as tribos da região, como celtas, germanos e romanos foram gradualmente conquistados pelas grandes tribos germânicas, como os francos, frísios e os saxões.Por volta do ano 500 os francos que inicialmente viviam entre os rios Reno e Somme, aceitaram o cristianismo (obrigados pelo Rei Clóvis. Grande parte da área ao sul do Rio Mosa  pertencia desde a baixa Idade Média a Arcediago e Campine, que era parte da Diocese de Tongeren-Maastrich-Liège. A partir do centro da diocese, gradualmente as cidades de  Tongeren, Maastrich e Liège, essa parte a Holanda foi cristianizada. De acordo com a tradição, o primeiro bispo de Maastrich, São Servácio foi sepultados na cidade em 384, embora apenas o bispo Domiciano (ca. 535) está estabelecido residir em Maastricht. Contanto a conversão dos povos pagãos ao cristianismo levaria pelo menos até o ano 1000 pela força, e as religiões tribais dos frísios e saxões se extiguirem. Nos séculos seguintes, o cristianismo católico foi dominante no país.

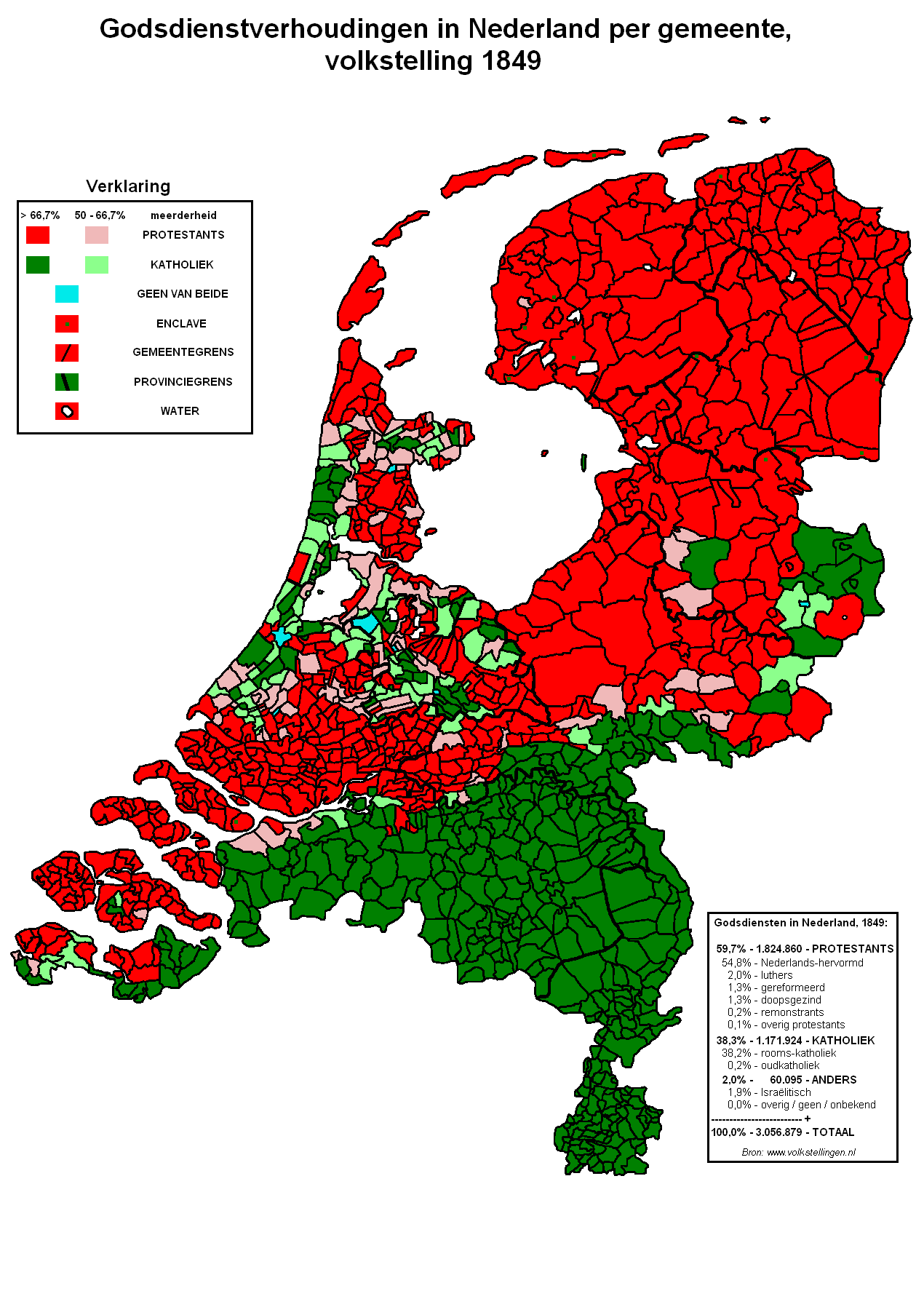
Religião nos Países Baixos em 1849. As áreas com maioria católica estão marcadas em verde.

Após a Guerra de Independência os católicos passaram a ser sistematicamente e oficialmente discriminados pelo governo protestante, e assim se seguiu até a segunda metade do século XX, quando ocorreu maior desenvolvimento e influência econômica e cultural da região sul do país, de maioria católica. Da Reforma Protestante até o seculo XX, os católicos neerlandeses eram  restringidos a viver somente na região sul, que eram os lugares em que já eram maioria, ou pelo menos, grande minoria na maior parte dos territórios. Contanto, com a chegada da modernidade entre a população, cresceu também a secularização nas áreas que tinham menor quantidade de católicos – ou seja, em áreas protestantes. Os católicos ainda formavam uma pequena maioria na maior parte das províncias do sul, como em Limburgo.
Após a República Neerlandesa banir o catolicismo nos anos 1580, o território do país se tornou um território de missão, sob autoridade da Congregação para a Propagação da Fé, sob o nome de Missão da Holanda. O episcopado do país só pôde ser restaurado em 1853.
Durante os séculos XIX e XX os católicos se viram obrigados a viver em um sistema de segregação, com suas próprias escolas, estações de rádio e TV, hospitais, partidos políticos, etc. Eles formaram uma coalização com protestantes ortodoxos, os quais també se sentiam discriminados. Essa coalizão foi importante para pôr fim à exclusão social sofrida pelos católicos. No período entre 1860 e 1960 a vida da Igreja Católica e suas instituições floresceu. O período foi chamado de "A Rica Vida Romana" (em neerlandês:  Het Rijke Roomse leven), e foi quando a quantidade de católicos nos Países Baixos cresceu e praticamente se pareou ao número de protestantes, semelhante ao que aconteceu em outros países como Irlanda do Norte, Escócia, Suíça e Alemanha.
Depois de 1970, a ênfase em conceitos e tradições católicas, como o inferno, o demônio, o pecado, a confissão, a comunhão de joelhos, a catequese, as segundas uniões, o divórcio e o sexo antes do casamento desapareceram, e raramente são encontrados no catolicismo neerlandês. Ainda existe uma divisão cultural entre o sul católico e o norte protestante, porém com 1,5 milhão de habitantes e 20% da produção industrial do país, a área sul católica, chamada BrabantStad se tornou uma das mais importantes área econômicas e centros metropolitanos do país.
Nos anos 1980 e 1990 a igreja se polarizou. A principal organização dos conservadores era o Contato dos Católicos Romanos, e o dos liberais que foi fundado era o Movimento Oito de Maio em neerlandês:  Acht Mei-beweging), devido às disputas pela visita papal em 1985; e o movimento tinha uma relação difícil com os bispos, e foi desmantelado em 2003.

### Século XXI
| Ano  | Número de igrejas | Número de paróquias |
| ---- | ----------------- | ------------------- |
| 2003 | 1782              | 1525                |
| 2004 | 1761              | 1463                |
| 2005 | 1740              | 1442                |
| 2006 | 1721              | 1425                |
| 2007 | 1693              | 1420                |
| 2008 | 1661              | 1402                |
| 2009 | 1647              | 1382                |
| 2010 | 1629              | 1139                |
| 2011 | 1609              | 1044                |
| 2012 | 1593              | 981                 |
| 2013 | 1571              | 895                 |
| 2014 | 1556              | 760                 |
| 2015 | 1513              | 726                 |
| 2016 | 1484              | 700                 |
| 2017 | 1464              | 690                 |
| 2018 | 1384              | 686                 |
| 2019 | 1352              | 666                 |

Atualmente, o catolicismo ainda é a maior religião do país, contando com cerca de 4 milhões de membros registrados, ou seja, 22,9% da população neerlandesa. Em 2006, a Diocese de 's-Hertogenbosch registrou que apenas 45.645 moradores, a maioria acima dos 65 anos, participavam das missas, representando apenas 2% da população total da área. Ao oeste de Brabante do Norte, na Diocese de Breda, o número de pessoas que se declaram católicas caiu vertiginosamente. A frequência a serviços religiosos é ainda menor no oeste, onde apenas 1% da população vai regularmente à igreja.
Muitos dos católicos de Brabante do Norte e Limburgo (localizadas ao sul), formavam a maioria da população até a década de 1980. De acordo com os dados da igreja de 2010, duas dioceses, 's-Hertogenbosch e Roermond, ainda tinham maioria católica. É notável que em 2005 a SILA (Stichting Interkerkelijke Ledenadministratie) listou diminuição dos números de católicos nessas duas dioceses. Isso mostra a grande diferença entre os que frequentam e os que apenas se consideram membros. Especialmente a Igreja Católica afirma que um quarto da população holandesa é católica, questionando as estatísticas. Entretanto, em pesquisas, menos da metade desse número se declara católica. Muitas pessoas ainda são membros registrados, porém já não são mais religiosas, mas por diversas razões não renunciaram sua adesão, um fenômeno que ficou conhecido como "pertencer sem acreditar".
De acordo com dados da igreja, os católicos se tornaram minoria na Diocese de 's-Hertogenbosch em 2014. O número de paróquias nos Países Baixos caiu de 1525 para 700 entre 2003 e 2016. Muitos edifícios que antes eram igrejas tiveram alterados seus ramos de atuação, como lojas, apartamentos e museus.
Em setembro de 2022, a Diocese de Roermond teve de tomar uma decisão drástica: retirar o preceito dominical, ou seja, a obrigatoriedade dos fiéis participarem da missa. Foi feita a divulgação de uma carta explicando as razões para isso, e os motivos expostos foram a falta de padres, a falta de pessoas nas equipes paroquiais e, até mesmo, a falta de fiéis. Por isso, "as paróquias da província de Limburgo não podem mais garantir a celebração semanal da Eucaristia". A carta relata também o alto custo do aquecimento a gás e da eletricidade em comparação com o pequeno número de pessoas que frequentam as Missas. No entanto, as paróquias só devem adotar essa medida caso não haja outra solução. A decisão pode representar "um primeiro passo rumo ao fechamento de uma igreja". Em algumas regiões do país, já é comum que os fiéis de várias paróquias diferentes se congreguem para uma celebração única da Missa dominical.

### Escândalos de pedofilia
Em dezembro de 2011 foi publicada uma reportagem por Wim Deetman, um ex-ministro holandês, detalhando supostos casos de abuso infantil na Igreja Católica Católica holandesa. Foram reportadas 1.800 denúncias de abuso praticadas por "membros do clero ou voluntários nas dioceses católicas" desde 1945. De acordo com com as denúncias, o risco de experiências de abuso infantil era duas vezes maior em instituições [católicas ou não] que a média nacional, de 9,7%. Essas revelações evidenciam que não há diferença no risco entre instituições católicas ou não católicas. Em março de 2012, contanto, foi revelado que 10 casos de crianças supostamente abusadas haviam sido arquivados. Também veio à tona que o antigo primeiro-ministro Victor Marijen havia acobertado casos de abusos sexuais de crianças. De acordo com o jornal Telegraph, essa afirmação é duvidosa.

## Organização territorial

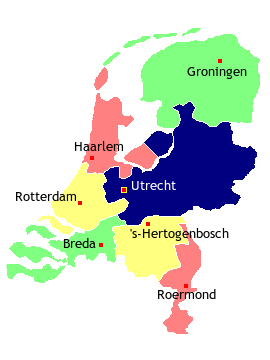
Mapa do país com as divisões das dioceses.

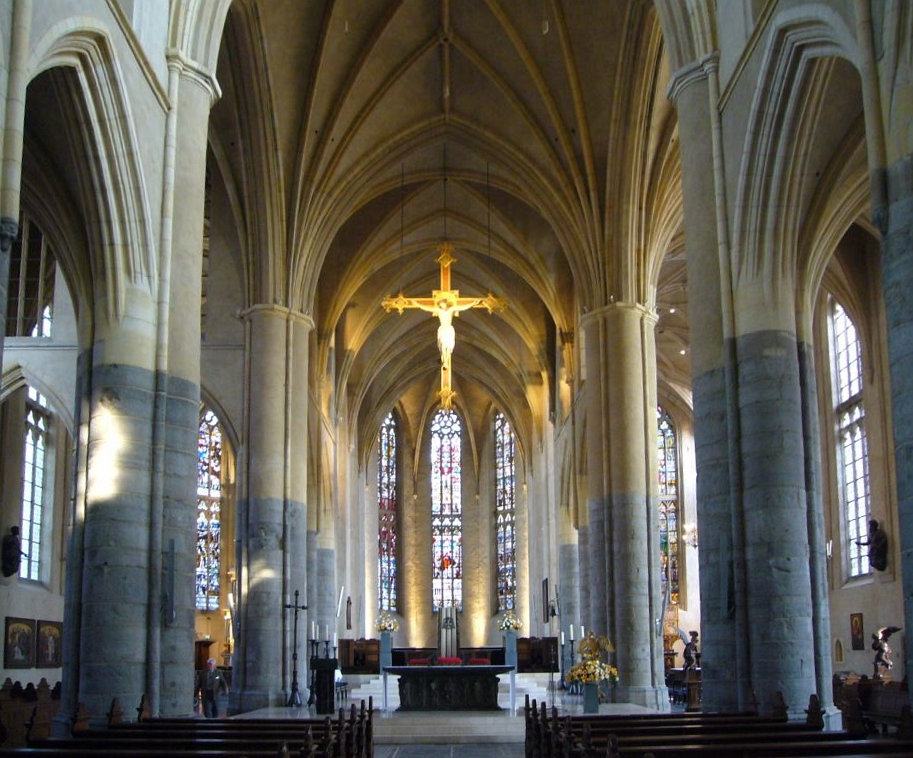
Catedral de São Cristóvão, em Roermond, a diocese com a maior porcentagem de atendimento aos serviços religiosos.

Há sete dioceses nos Países Baixos, sendo que uma dessas tem a população de maioria católica, a Diocese de Roermond.
Os dados abaixos foram coletados e divulgados pelas próprias autoridades eclesiásticas, de 31 de dezembro de 2010.
| Número de pessoas registradas por diocese e frequência à igreja (Dez 2010) | Número de pessoas registradas por diocese e frequência à igreja (Dez 2010) | Número de pessoas registradas por diocese e frequência à igreja (Dez 2010) | Número de pessoas registradas por diocese e frequência à igreja (Dez 2010) | Número de pessoas registradas por diocese e frequência à igreja (Dez 2010) |
| Diocese                                                                    | Católicos registrados                                                      | Católicos registrados                                                      | Comparecimento à missa dominical da pop. geral (ao menos uma vez ao mês)   | Comparecimento à missa dominical da pop. geral (ao menos uma vez ao mês)   |
| Diocese                                                                    | (registrado como membro da igreja)                                         | (porcentagem)                                                              | (pessoas que vão à igreja)                                                 | (porcentagem)                                                              |
| -------------------------------------------------------------------------- | -------------------------------------------------------------------------- | -------------------------------------------------------------------------- | -------------------------------------------------------------------------- | -------------------------------------------------------------------------- |
| Groninga-Leeuwarden                                                        | ± 107.000                                                                  | 5,9%                                                                       | 6.900                                                                      | 0,4%                                                                       |
| Utrecht                                                                    | ± 754.000                                                                  | 18,8%                                                                      | 31.700                                                                     | 0,8%                                                                       |
| Haarlem-Amsterdã                                                           | ± 465.000                                                                  | 16,1%                                                                      | 24.300                                                                     | 0,8%                                                                       |
| Roterdã                                                                    | ± 513.000                                                                  | 14,2%                                                                      | 25.800                                                                     | 0,7%                                                                       |
| Breda                                                                      | ± 437.000                                                                  | 39,1%                                                                      | 12.300                                                                     | 1,1%                                                                       |
| 's-Hertogenbosch                                                           | ± 1.125.000                                                                | 53,9%                                                                      | 38.900                                                                     | 1,9%                                                                       |
| Roermond                                                                   | ± 765.000                                                                  | 68,1%                                                                      | 32.800                                                                     | 2,9%                                                                       |
| Total                                                                      | ± 4.166.000                                                                | 25,0%                                                                      | 172.700                                                                    | 1,0%                                                                       |

## Estatísticas
Ainda que o número de católicos tenha caído significativamente nas últimas décadas, a Igreja Católica perdura até hoje o maior grupo religioso do país. Ainda que os Países Baixos sejam tradicionalmente protestantes, o catolicismo ultrapassou o protestantismo após a Primeira Guerra Mundial, e, em 2012 apenas 10% da população é protestante (durante o século XX esse número era de 60%; isso significa que a desafiliação religiosa protestante começou duas décadas antes de atingir a Igreja Católica). A estimativa é de 3,882 milhões de católicos registrados em 2015 pela Igreja, representando 22,9% da população: queda em relação aos 40% registrados na década de 1970. A Igreja Católica Holandesa sofreu a perda de 650.000 fiéis entre 2003 (4.532.000 / 27,9% da população) e 2015. O número de pessoas registradas como católicas nos Países Baixos continua a cair, cerca de 0,5% ao ano.
Brabante do Norte e Limburgo são historicamente as regiões mais católicas dos Países Baixos, e os elementos católicos formam uma identidade cultural da região, até mesmo mais que uma identidade propriamente religiosa. A vasta maioria dos católicos, assim como os holandeses em geral, são irreligiosos. Uma pesquisa feita com pessoas que se autodeclaravam católicas em 2007, revelou que apenas 27% eram teístas; 55% ietsistas, deístas ou agnósticos. Em 2015 apenas 13% dos autodeclarados católicos diziam acreditar na existência do Céu, 17% em Deus e menos da metade acreditavam que Jesus é o Filho de Deus ou o Enviado de Deus ao mundo.
O comparecimento à missa dominical pelos católicos caiu nas últimas décadas para menos de 200.000 pessoas, ou 1,2% da população em 2006.
| Ano  | Batismos | Primeiras- comunhões | Crismas | Conversões | Matrimômios | Funerais |
| ---- | -------- | -------------------- | ------- | ---------- | ----------- | -------- |
| 2003 | 37.065   | 40.435               | 29.385  | 805        | 7.700       | 38.130   |
| 2004 | 34.580   | 38.535               | 27.600  | 825        | 6.800       | 35.570   |
| 2005 | 33.000   | 37.905               | 27.175  | 735        | 6.600       | 34.285   |
| 2006 | 30.705   | 37.665               | 26.105  | 690        | 6.455       | 33.435   |
| 2007 | 29.190   | 36.800               | 25.500  | 730        | 5.470       | 32.000   |
| 2008 | 27.880   | 35.400               | 24.230  | 740        | 4.990       | 30.910   |
| 2009 | 25.980   | 34.900               | 23.630  | 780        | 4.400       | 29.750   |
| 2010 | 23.840   | 32.410               | 21.220  | 760        | 3.865       | 28.630   |
| 2011 | 21.910   | 31.030               | 20.420  | 725        | 3.225       | 27.520   |
| 2012 | 19.680   | 27.460               | 18.900  | 530        | 2.915       | 26.260   |
| 2013 | 17.530   | 24.790               | 16.870  | 705        | 2.350       | 24.940   |
| 2014 | 15.840   | 21.700               | 14.810  | 475        | 2.105       | 22.570   |
| 2015 | 14.030   | 19.870               | 12.660  | 540        | 1.910       | 21.880   |
| 2016 | 12.470   | 17.850               | 11.410  | 450        | 1.720       | 21.100   |
| 2020 | 5.170    | 6.040                | 3.810   | 275        | 395         | 16.720   |

## Conferência Episcopal
Desde 14 de junho de 2016 o presidente da Conferência Episcopal Neerlandesa é Hans van den Hende.

## Nunciatura Apostólica
A internunciatura apostólica de Haia foi instituída em 1829. Já a nunciatura apostólica dos Países Baixos foi instituída em 22 de julho de 1967, com o breve apostólico Quantum utilitatis, do Papa Paulo VI.